# Nanuk l'esquimal
Nanuk l'esquimal o Nanook del nord (anglès: Nanook of the North) és una pel·lícula muda de l'any 1922 escrita i dirigida i produïda per Robert J. Flaherty amb gent de l'ètnia esquimal altrament, i preferiblement, dits inuit. Està rodada a l'àrtic del Canadà. La pel·lícula és considerada com el primer documental del cinema, encara que s'ha criticat al seu autor per fer-hi ús d'escenes preparades. Els intertítols han estat traduïts al català.

## Argument
El documental segueix les vides d'un grup d'Inuit, encapçalat per Nanook, qui junt la seua família, mostra com ells viatgen, cerquen menjar i comercien al nord del Québec. Flaherty ens presenta a Nanook, la seua muller Nyla i el seu nadó, Cunayou, com a autèntics herois que s'enfronten a la duresa del territori, un indret on "cap altra raça" hi podria sobreviure.

## Producció

### Desenvolupament
L'any 1910, Flaherty va ser contractat com a explorador i prospector al llarg de la Badia de Hudson per a la companyia ferroviària del Canadà. Després d'empapar-se del territori i la cultura dels pobles nadius, decideix dur amb ell una càmera a la tercera expedició, que hi té lloc el 1913. Per a preparar-se en nocions cinematogràfiques, Flaherty rep un curs de tres setmanes a Rochester, Nova York.

### Rodatge
Robert Flaherty enregistra hores de filmació al voltant de la vida dels esquimals entre 1914 i 1915. Ho fa amb una càmera Bell & Howell, una màquina portàtil per produir negatius i un lleuger equip d'il·luminació. Però, el 1916, una cigarreta li cau sobre els negatius originals, fets amb nitrat altament inflamable, i perd gairebé 10.000 metres de pel·lícula.
Després del fracàs d'aquest primer rodatge, Flaherty prepara el seu retorn al nord per a enregistrar de nou el film, però ara, en lloc del travelogue (pel·lícula de viatges, sovint exòtics) que va dur a terme, posa la mirada en les experiències de la família esquimal. Flaherty va passar-se prop de quatre anys recaptant capital, fins que va comptar amb l'aportació de la companyia peletera francesa Revillon Frères. El segon rodatge s'estén entre l'agost de 1920 i l'agost de 1921, i com a personatge principal, Flaherty tria a Nanook un reputat caçador de la tribu Itivimuit, els quals hi van col·laborar plenament amb el cineasta, i de fet, va ser una de les claus de l'èxit, atès que van arribar a ser el seu equip de rodatge i molts d'ells coneixen la càmera millor que el mateix Flaherty.

## Controvèrsies

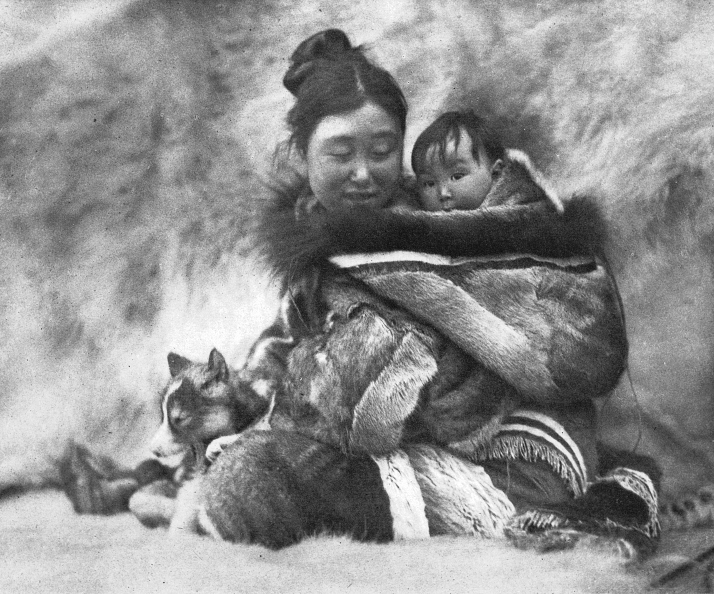
Nyla, la muller de Nanook.

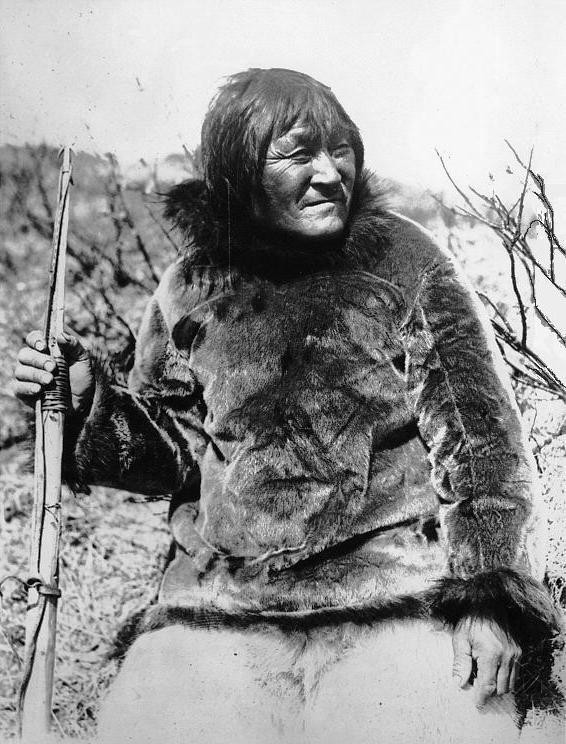
Nanook (Allariallak), 1920

Flaherty va ser criticat per emprar escenes interpretades com si foren esdeveniments reals. De fet, el vertader nom de Nanook era Allakariallak, mentre que la seua esposa a la pel·lícula tampoc era la seua muller a la vida real. D'acord amb Charles Nayoumealuk, entrevistat a l'obra Nanook Revisited (1988), "les dues dones de Nanook - Nyla (Alice [?] Nuvalinga) i Cunayou (de la qual no es coneix el seu vertader nom) no eren les dones d'Allakariallak, sinó que de fet ho eren de Flaherty."
Allakariallak normalment emprava una arma de foc per caçar, però el director el va animar a dur a terme aquesta tasca tot seguint les tècniques dels Inuit abans de la influència europea. Però, mentre Flaherty armava els actors Inuit amb arpons en lloc de pistoles, en les escenes de la caça de morses i foques volia mostrar animals salvatges. El director també hi va exagerar els perills que hi passaven els caçadors esquimals quan afirmava que Allakariallak havia mort de fam dos anys després d'acabar el rodatge, quan de fet va morir a sa casa, possiblement de tuberculosi.

### La construcció de l'iglú
La construcció de l'iglú és una de les seqüències més famoses de la pel·lícula, però hi havia problemes a l'hora de rodar els interiors. Si es construïa un iglú prou gran perquè la càmera hi poguera romandre dintre, la seua cúpula s'hagués enderrocat, i si muntaven un iglú de forma correcta, hi hagués estat massa fosc per a captar la imatge. Així doncs, els plans de l'interior de l'iglú que hi apareixen al film provenen en realitat d'un iglú especial, de només tres parets, que permetia a la voluminosa càmera de Flaherty la captació de la llum suficient per al rodatge dels interiors.

### La visita a l'establiment comercial de l'home blanc
Una altra seqüència que està contínuament discutida és la de la visita al "establiment comercial de l'home blanc". En aquesta escena, Nanook i la seua família arriben en kayak a un establiment comercial. Com si fòra el gag del cotxe dels pallassos al circ, els membres de la família van apareixent un rere l'altre de l'embarcació. Tot seguit, acudeixen a la botiga amb la intenció de vendre la caça de la temporada, com ara ossos polars, foques i raboses; ací Nanook entra en contacte amb l'home blanc, i es produeix una divertida interacció entre les dues cultures. El comerciant reprodueix música en un gramòfon i prova d'explicar a l'esquimal com l'home enllauna la seua veu. Nanook s'inclina cap per avant, observa la màquina i acosta la seua orella mentre el comerciant engega el mecanisme de nou. Posteriorment, l'home blanc trau el disc del gramòfon i el passa a Nanook, qui el mira detingudament per mossegar-lo després amb les dents. L'escena és còmica i l'espectador riu de la innocència de l'esquimal i de les persones allunyades de la cultura occidental. En realitat, la seqüència hi estava preparada i guionitzada prèviament i Nanook sabia què era un gramòfon.

### La caça de la morsa
S'ha assenyalat que a les primeres de la dècada dels anys 20, quan es va filmar Nanook, el poble Inuit ja havia integrat l'ús de vestimentes occidentals i de rifles en el seu dia a dia, cosa que no impedeix que encara conegueren com fer-hi roba tradicional a partir dels animals del seu entorn, o a emprar armes tradicionals (arpons, per exemple) per a caçar o defensar-se, i fins i tot que les utilitzaren en un moment donat.
| «                                    | La pel·lícula no és tècnicament sofisticada; ¿cóm ho podia ésser, amb una sòla càmera, sense il·luminació, congelant-se, tots per igual a la clemencia de la natura? Però hi ha una autenticitat que hi preval sobre qualsevol queixa al voltant de què algunes seqüències hi estaven assatjades. Si s'assatja la cacera d'una morsa, això suposa caçar una morsa, i l'animal no ha vist el guió. Allò que enlluerna és la humanitat i l'optimisme dels Inuit. | » |
| — Roger Ebert, crític cinematogràfic | |   |

Flaherty va defensar el seu treball assegurant que un cineasta sovint ha de distorsionar un fet per a captar el seu veritable esperit. Cineastes posteriors han indicat que hagués estat impossible rodar molts preses d'interiors o escenes desestructurades d'exteriors només amb les grans i immòbils càmeres que hi disposava Flaherty, sense haver de modificar de forma significativa l'entorn i l'acció del subjecte.

## Recepció
Nanook of th North va ser un èxit cinematogràfic. La primera pel·lícula de no ficció d'aquestes mena va captar una cultura que era vista com a exòtica pels espectadors occidentals. Els crítics la van acollir de forma positiva gairebé per unanimitat, i també va obtindre grans resultats en taquilla, tant als Estats Units com a altres països. En els següents anys, altres cineastes i productors van provar de repetir l'èxit de Flaherty amb films de "pobles primitius". L'any 2005, el crític cinematogràfic Roger Ebert va descriure el protagonista, Nanook, com "un dels éssers humans més vitals i inoblidables que mai no s'han filmat."

## Remasterització
El 1999, Nanook of the North es va remasteritzar i es va llençar en una nova edició en DVD. En ell s'incloïa una entrevista amb la vídua (i co-editora del film) Frances Flaherty, algunes fotografies del viatge del director a l'Àrtic i extractes del documental televisiuFlaherty and Film."

## Cultura popular

### En literatura
- A la novel·la The Watsons Go to Birmingham (1963) de Christopher Paul Curtis, s'esmenta que el film és una suplantació del personatge de Daniel Watson, el pare de la família.
- Al llibre The Zombie Survival Guide (2003) de Max Brooks es fa referència al film, tot i que es comenta, de forma errònia, que el protagonista "va morir de fam un any després del rodatge del documental".

### En música
- Frank Zappa va somniar que ell era Nanook en la seua cançó "Don't Eat The Yellow Snow", de 1974.

### En cinema
- El 1994 es va estrenar la pel·lícula Kabloonak, que tracta al voltant de com es va dur a terme el projecte de Nanook of the North. El personatge de Flaherty l'interpretava Charles Dance, i de Nanook, Adamie Quasiak Inukpuk, familiar d'aquell.
- A la pel·lícula The Lost Boys, el personatge interpretat per Corey Haim té un gos anomenat Nanook.

### En televisió
- A l'episodi "His way" de la sèrie Deep Space Nine, Odo, cap de seguretat de l'estació, és comparat amb Nanook pel seu caràcter fred.
- El títol d'un episodi de la sèrie de dibuixos animants The Powerpuff Girls es va nomenar "Nano of the North", en clara referència al film.
- A l'episodi "The Blizzard" (1993) de la sèrie de dibuixos animats Rugrats, els protagonistes proven d'arribar al "Pol Nord", amb l'ajuda d'un personatge anomenat "Angelinook of the North".
- A l'episodi "Danny Got His Gun: Part 2" (1988) de la sèrie Night Court, una família Inuit rescata el personatge de Dan d'un accident d'avió a Alaska. El capítol conté nombroses referències al documental de Flaherty.